# Pedindang
Pedindang is een bestuurslaag in het regentschap Bangka Tengah van de provincie Bangka-Belitung, Indonesië. Pedindang telt 2571 inwoners (volkstelling 2010).